# Sligo Rovers Football Club
Maillots
Actualités
Le Sligo Rovers Football Club est un club de football irlandais basé à Sligo. Il a remporté à trois reprises le championnat d'Irlande de football en 1937, 1977 et 2012. Le club a la particularité d'être une coopérative contrôlée par ses supporters. Les Rovers jouent depuis leur création aux Showgrounds. Ses couleurs sont le rouge et le blanc.

## Histoire
Les Sligo Rovers sont formés le 17 septembre 1928 par la fusion de deux clubs juniors le Sligo Town et les Sligo Blues. Leur premier match officiel est une victoire 9-0 sur Ballyshannon, une équipe amateur du comté de Donegal à l'occasion du tour qualificatif pour la Connacht Cup.
Le club nait sous de bonnes augures : dès sa première saison, il remporte la Coupe d'Irlande Junior battant en finale aux Showgrounds le Grangegorman FC sur le score de 3-0. La saison suivante, il remporte la Connacht Junior Cup en battant Galway 1-0 mais en ayant besoin pour cela d'un match d'appui. Au commencement de la saison 1931-1932, les Sligo Rovers se portent candidats pour rejoindre la Sunday Alliance League, une ligue mineure basée à Dublin. Ils gagnent leur premier match 4-2 en battant Windy Harbour à domicile. Ils remportent la compétition en terminant quatre points devant Westland Sligo. Après cette victoire le club monte encore d'un niveau en intégrant la Leinster Senior League. Cette première saison se termine sur une satisfaisante troisième place. 1932, c'est aussi la première apparition des Bit O' Red en coupe d'Irlande. Au premier tour ils sont opposés au Brideville FC qui vient de remporter la Leinster Senior League. Ils gagnent la partie 3-1 et se qualifient pour le deuxième tour. Ils affrontent alors un des grands clubs irlandais le Shelbourne FC et s'inclinent 5-2 à Dublin.

### Les premiers succès
Les Sligo Rovers intègrent le championnat d'Irlande en 1934 après acceptation de leur dossier par les autres équipes déjà participantes. Conjointement avec le Waterford United, ils remplacent Shelbourne FC et Cork Bohemians qui ont quitté la Ligue. L'Ecossais Bob Preston, ancien joueur des Heart of Midlothian, Plymouth Argyle et Torquay United est le nouveau manager. La première rencontre se solde par une défaite 3-1 contre le Saint James's Gate. C'est Tommy Callaghan qui marque le premier but du club en championnat. Les Rovers terminent la saison avec une belle troisième place. Gerry McDaid est le meilleur buteur de l'équipe. Au cours de cette saison, Paddy Monaghan est sélectionné en équipe d'Irlande. Il reste à ce jour le seul et unique joueur des Sligo Rovers sélectionné en équipe nationale irlandaise.
Après une saison 1935-1936 en demi-teinte, le championnat 1936-1937 commence sur les chapeaux de roue. Sligo remporte les onze premiers matchs pour s'installer en tête de la compétition. Sligo Rovers remporte le titre de champion d'Irlande à deux journées de la fin en battant Cork sur le score de 4-3. Le capitaine du club qui tient aussi le rôle d'entraîneur-joueur est Jimmy Surgeons. Ce sera sa seule et unique saison au club. Le meilleur buteur de l'équipe est l'Anglais Harry Litherland avec 19 buts. Il faudra attendre 2011 pour qu'Eoin Doyle batte ce record avec 20 réalisations. Cette saison-là, le club remporte aussi la Dublin City Cup en battant Dundalk en finale.

### 1977, retour au sommet
La saison 1976-1977 est une des plus importantes dans l'histoire du club. Elle marque le retour vers la victoire en championnat quarante ans après le premier titre. Le manager Billy Sinclair assemble en début de saison un groupe talentueux en mélangeant des joueurs locaux avec des recrues britanniques. Sligo Rovers s'empare du titre en devançant le Bohemian Football Club d'un petit point. Les Bit O'Red s'adjuge le titre lors d'une victoire 3-1 sur les Shamrock Rovers le dimanche de Pâques. Le milieu de terrain Paul McGee, natif de Sligo, joue un grand rôle dans ce titre. Ses exploits tout au long de la saison attirent le regard des recruteurs britanniques. Au terme de la saison il signe un contrat professionnel avec les Anglais du Queens Park Rangers. Il sera ensuite sélectionné à seize reprises en équipe nationale irlandaise.
Cette victoire donne au club la toute première occasion de disputer une coupe d'Europe. Au premier tour de la Coupe des clubs champions européens 1977-1978, Sligo Rovers doit affronter l'Étoile Rouge de Belgrade. Ils s'inclinent lors des deux matchs sur le même score 3-0 et sont éliminés.
La saison suivante voit une nouvelle fois les Sligo Rovers se hisser en finale de la Coupe d'Irlande. Il y retrouvent les Shamrock Rovers entraînés par Johnny Giles. Un pénalty très controversé marqué par Ray Treacy donne aux dublinois la victoire en laissant Sligo toujours à la recherche de sa première victoire dans la compétition.

### 2012 - 2014, un championnat et des coupes
Le 27 février 2012, Ian Baraclough, ancien entraîneur de Scunthorpe United; est choisi comme nouveau manager. Il transforme l'équipe. Les Rovers se placent en tête du championnat lors de la sixième journée. Il ne la quitteront plus. Le titre est assuré lors de la 31e journée avec une victoire sur St. Patrick's Athletic FC alors deuxième du championnat. C'est la troisième victoire de Sligo dans le championnat après 1937 et 1977. Ce titre consacre la montée en puissance du club depuis trois ans avec trois coupes remportées, la Coupe de la Ligue en 2010 et deux Coupes d'Irlande en 2010 et 2011.
La saison suivante est marquée par la deuxième participation à la ligue des champions. Les Rovers sont directement qualifiés pour le deuxième tour de qualification. Le tirage au sort leur propose les Norvégiens du Molde FK. Deux défaites 0-1 à domicile et 0-2 à Molde signent leur élimination.

### Depuis 2014
Les lendemains de cette dernière période victorieuse sont difficiles. En 2014, deux défaites consécutives 3-0 contre Dundalk FC la première en finale de la Setanta Sports Cup 2014, la deuxième en championnat provoquent la destitution de l'entraîneur Ian Baraclough.
En juillet 2022, Sligo bat les Écossais du Motherwell Football Club au deuxième tour des qualifications à la Ligue Europa Conférence. Les Rovers l'emportent au match aller en Écosse 0-1 et parachèvent leur qualification en gagnant le match retour à domicile 2-0. C'est la première fois que les Sligo Rovers passent deux tours d'une coupe d'Europe.

## Bilan sportif

### Palmarès
- Championnat d'Irlande
  - Champion : 1937, 1977 et 2012

- Coupe d'Irlande
  - Vainqueur : 1983, 1994, 2010, 2011, 2013
  - Finaliste : 1939, 1940, 1970, 1981, 2009

- Coupe de la Ligue d'Irlande
  - Vainqueur : 1998, 2010

- Dublin City Cup
  - Vainqueur : 1937

- Setanta Sports Cup
  - Vainqueur : 2014

### Bilan européen
Note : dans les résultats ci-dessous, le score du club est toujours donné en premier.
| Saison    | Compétition               | Tour              | Club                     | Domicile | Extérieur | Total             |
| --------- | ------------------------- | ----------------- | ------------------------ | -------- | --------- | ----------------- |
| 1977-1978 | Coupe des clubs champions | Premier tour      | Étoile rouge de Belgrade | 0 - 3    | 0 - 3     | 0 - 6             |
| 1983-1984 | Coupe des coupes          | Premier tour      | Haka Valkeakoski         | 0 - 1    | 0 - 3     | 0 - 4             |
| 1994-1995 | Coupe des coupes          | Tour préliminaire | Floriana FC              | 1 - 0    | 2 - 2     | 3 - 2             |
| 1994-1995 | Coupe des coupes          | Premier tour      | Club Bruges              | 1 - 2    | 1 - 3     | 2 - 5             |
| 1996      | Coupe Intertoto           | Groupe 5          | SC Heerenveen            | 0 - 0    | N/A       | Cinquième         |
| 1996      | Coupe Intertoto           | Groupe 5          | Lillestrøm SK            | N/A      | 0 - 4     | Cinquième         |
| 1996      | Coupe Intertoto           | Groupe 5          | FC Nantes                | 3 - 3    | N/A       | Cinquième         |
| 1996      | Coupe Intertoto           | Groupe 5          | FBK Kaunas               | N/A      | 0 - 1     | Cinquième         |
| 2009-2010 | Ligue Europa              | Premier tour Q    | Vllaznia Shkodër         | 1 - 2    | 1 - 1     | 2 - 3             |
| 2011-2012 | Ligue Europa              | Troisième tour Q  | Vorskla Poltava          | 0 - 2    | 0 - 0     | 0 - 2             |
| 2011-2012 | Ligue Europa              | Deuxième tour Q   | Spartak Trnava           | 1 - 1    | 1 - 3     | 2 - 4             |
| 2012-2013 | Ligue des champions       | Deuxième tour Q   | Molde FK                 | 0 - 1    | 0 - 2     | 0 - 3             |
| 2014-2015 | Ligue Europa              | Premier tour Q    | Banga Gargždai           | 4 - 0    | 0 - 0     | 4 - 0             |
| 2014-2015 | Ligue Europa              | Deuxième tour Q   | Rosenborg BK             | 1 - 3    | 2 - 1     | 3 - 4             |
| 2021-2022 | Ligue Europa Conférence   | Premier tour Q    | FH Hafnarfjörður         | 1 - 2    | 0 - 1     | 1 - 3             |
| 2022-2023 | Ligue Europa Conférence   | Premier tour Q    | Bala Town                | 0 - 1 ap | 2 - 1     | 2 - 2 (4 - 3 tab) |
| 2022-2023 | Ligue Europa Conférence   | Deuxième tour Q   | Motherwell FC            | 2 - 0    | 1 - 0     | 3 - 0             |
| 2022-2023 | Ligue Europa Conférence   | Troisième tour Q  | Viking FK                | 1 - 0    | 1 - 5     | 2 - 5             |

Légende
- Victoire ou qualification pour le tour suivant
- Match nul
- Défaite ou élimination de la compétition

## Entraîneurs
Liste des entraîneurs des Sligo Rovers
| #  | Nom                           | Période   |
| -- | ----------------------------- | --------- |
| 1  | Bob Preston                   | 1934-1935 |
| 2  | James McCann                  | 1935-1936 |
| 3  | Jimmy Surgeoner               | 1936-1937 |
| 4  | Bob McAuley                   | 1937-1938 |
| 5  | Billy Miller                  | 1938-1948 |
| 6  | Sam Waters                    | 1948-1949 |
| 7  | Alan Fletcher                 | 1949-1950 |
| 8  | Tommy Wright                  | 1950      |
| 9  | Bob Mooney                    | 1950-1951 |
| 10 | Dick Groves                   | 1951      |
| 11 | Jock Shearer                  | 1951-1953 |
| 12 | John Black                    | 1953      |
| 13 | Jock McCosh et Charlie Howley | 1953      |
| 14 | Jimmy Batten                  | 1953-1955 |
| 15 | Hugh Colvin                   | 1955      |
| 16 | Tommy McLead                  | 1955-1959 |
| 17 | Seán Thomas                   | 1959-1960 |
| 18 | Alex Rollo                    | 1960-1961 |
| 19 | Peter Farrell                 | 1961-1963 |
| 20 | Johnny Robinson               | 1963-1966 |

| #  | Nom                          | Période   |
| -- | ---------------------------- | --------- |
| 21 | Shay Keogh                   | 1966-1967 |
| 22 | Ken Bartley                  | 1967-1968 |
| 23 | Ken Turner                   | 1968-1971 |
| 24 | David Pugh et Gerry Mitchell | 1971-1972 |
| 25 | Jim McDonnell                | 1972-1973 |
| 26 | Len Vallard                  | 1973-1974 |
| 27 | Billy Sinclair               | 1974-1978 |
| 28 | Barry Bridges                | 1978-1979 |
| 29 | Ian McKechnie                | 1979      |
| 30 | Patsy McGowan                | 1979-1982 |
| 31 | Paul Fielding                | 1982-1986 |
| 32 | Gerry Mitchell               | 1986-1988 |
| 33 | David Pugh                   | 1988-1989 |
| 34 | Dermot Keely                 | 1989-1992 |
| 35 | Willie McStay                | 1992-1994 |
| 36 | Lawrie Sanchez               | 1994-1995 |
| 37 | Steve Cotterill              | 1995-1996 |
| 38 | Jimmy Mullen                 | 1996-1997 |
| 39 | Nicky Reid                   | 1997-1999 |
| 40 | Jim McInally                 | 1999      |

| #  | Nom            | Période   |
| -- | -------------- | --------- |
| 41 | Tommy Cassidy  | 1999-2001 |
| 42 | Don O'Riordan  | 2001-2004 |
| 43 | Sean Connor    | 2004-2006 |
| 44 | Rob McDonald   | 2006-2007 |
| 45 | Paul Cook      | 2007-2012 |
| 46 | Ian Baraclough | 2012-2014 |
| 47 | John Coleman   | 2014      |
| 48 | Owen Heary     | 2014-2015 |
| 49 | Micky Adams    | 2015      |
| 50 | Dave Robertson | 2015-2017 |
| 51 | Gerard Lyttle  | 2017-2018 |
| 52 | Liam Buckley   | 2018-2022 |
| 53 | John Russell   | 2022-     |

## Sources
- (en) Paul Little, In the Shadow of Benbulben : Dixie Dean at Sligo Rovers, Brighton, Pitch Publishing, 2022, 272 p. (ISBN 9781801501026).
- (en) Aidan Mannion, Joe Molloy et Anthony Kilfeather, The Bit O’Red : A History of Sligo Rovers 1928 – 2016, Sligo, Sligo Rovers Heritage Group, 590 p..
- (en) Brian Kennedy, Just Follow the Floodlights! : The Complete Guide to League of Ireland Football, Dublin, The Liffey Press, 2011, 1re éd., 310 p. (ISBN 978-1-908308-03-0)